# Lucasium damaeum
Lucasium damaeum is een hagedis die behoort tot de gekko's en de familie Diplodactylidae.

## Naam en indeling
De wetenschappelijke naam van de soort werd voor het eerst voorgesteld door Arthur Henry Shakespeare Lucas en Charles Frost in 1896. De hagedis werd eerder aan andere geslachten toegekend, zoals Ceramodactylus, Diplodactylus en Oedura.

## Uiterlijke kenmerken
De gekko bereikt een kopromplengte van 5,5 centimeter exclusief de staart. De lichaamskleur is roodbruin met op het midden van de rug een lichtere lengtestreep die soms grillig van vorm is. Aan de flanken zijn witte, ronde vlekken aanwezig. De hechtlamellen onder de vingers en tenen zijn relatief klein.

## Verspreiding en habitat
De soort komt endemisch voor in delen van Australië en leeft in de staten New South Wales, Queensland, Victoria, West-Australië. De habitat bestaat uit droge savannen, tropische en subtropische graslanden en hete woestijnen.

## Beschermingsstatus
Door de internationale natuurbeschermingsorganisatie IUCN is de beschermingsstatus 'veilig' toegewezen (Least Concern of LC).